# کریمبوس

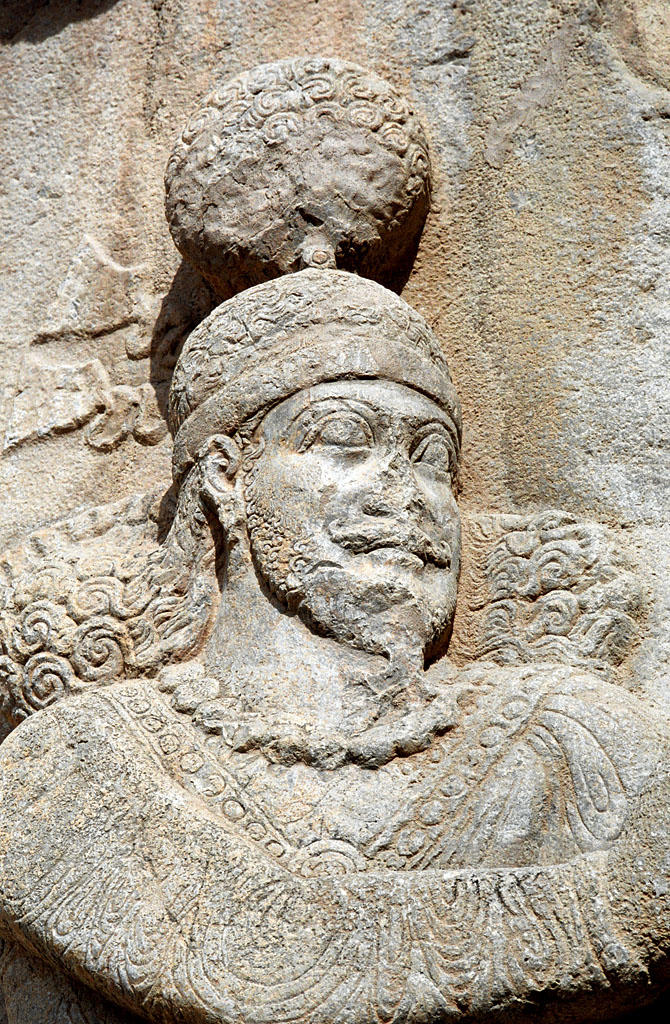
نقش برجستهٔ اردشیر دوم ساسانی در تاق‌بستان, مربوط به سدهٔ چهارم میلادی ; کریمبوس در این تصویر بدون پوشش است.

کریمبوس (به فرانسوی: Korymbos) نوعی آرایش مو بود که به وسیلهٔ پادشاهان ساسانی به کار می‌رفت و شامل شینیونی بود که بر بالای سر به شکل یک گوی جمع می‌شد و دور آن می‌توانست به وسیلهٔ پارچهای پوشانده شود. این شینیون می‌توانست از موی مصنوعی درست شده باشد. 